# دار شجاع (روستا)
 دار شجاع  به عربی ( دار الُشجَاع )، روستایی است در دهستان وسط از توابع استان حُدَیده در کشور یمن در شبه جزیره عربستان.

## جمعیت
جمعیت آن ( ۵۵) نفر (۶ خانوار) می‌باشد.